# 白克
白克（1914年2月1日—1964年2月22日），字明新，出生於廈門，為台灣戰後第一代導演及影評人，是台灣戒嚴時期遭處決的共產黨員之一。曾經加入共產主義青年團，1962年花蓮更生報社總編輯陳香自首，供述曾在花蓮會晤白克、戴雲山等人，1962年11月白克受牽連被捕後判處死刑，1964年2月22日槍決於新店安坑刑場。

## 生平
白克，1914年生於廈門，祖籍廣西桂林，1932年就讀廈門大學時，受王秋田介紹認識劉啟光等，加入「反帝大同盟」及共青團，領導陳彰及蘇鴻禹，協助陳宣耿編輯「展望週刊」，1934年由羅明介紹加入中國共產黨，1938年參加「民族先鋒隊」，抗日戰爭期間，在武漢西南第五戰區文化工作委員會負責電影戲劇宣傳工作。
1945年10月，隨第一批接收人員來台，負責接收日人留下的電影器材、設備和廠房。擔任台灣宣委會委員，與宋斐如、蘇新、陳以專創辦「人民導報」，大力抨擊陳儀行政長官，而後宋斐如擔任蔡孝乾領導之省工委文化組長，白克協助吸收陳大禹、宋非我、陳耀寰加入，宋斐如被逮捕後，陳大禹、宋非我、陳耀寰逃亡返回大陸。白克因為在「人民導報」擔任總編輯與宋斐如熟識受保密局多次傳訊，卻由國防部長白崇禧將軍多次保釋予以保護。1955年保安司令部曾發現疑點兩次傳訊白克，並未獲得任何證據無罪開釋。
1956年，於台製廠完成台語影片《黃帝子孫》，因受到政治排擠鬥爭，離開「台灣省電影製片廠」。適逢台語片起飛，因而加入民營片廠的台語片拍攝工作，導演台語片十餘部。
1962年花蓮更生報社總編輯陳香向政府保防單位提出自首，供述在廈門參加共黨組織，並於1951年至1954年間先後在花蓮與白克、陳宣耿及戴雲山會晤，最後以知匪不報判刑七年。白克、陳宣耿、戴雲山因此被逮捕審訊，「反帝大同盟」與受羅明介紹加入共產黨等舊事被重新掀出。因事證明確，白克將廈門大學求學期間認識劉啟光及協助宋斐如等往事全盤托出。
白克雖然在1935年在廈門被憲兵第四團察覺後，在福建省黨部辦理自新，1962年被拘捕時填寫反共自覺表辦理過自首，但自首部分缺少來台後與宋斐如、蘇新及參加省工委的相關事證，被以自首不誠判處死刑，並於1964年2月22日遭處刑過世。

## 疑點
根據國家發展委員會檔案管理局公開之臺灣警備總司令部所承辦之白克案相關筆錄，提及劉啟光姓名的筆錄部分，都遭到貼紙與塗改，顯然有人協助塗改了筆錄。谷正文曾經多次詢問劉啟光是不是共產黨，如果是建議他自首，劉啟光直說：「我實在不是，叫我怎麼自首？」 擔心早年與林日高、蔡孝乾等共產黨員熟識的往事曝光，對他的身心造成影響，谷正文形容他是被嚇死的。
宋斐如、區嚴華、楊毅等人的案件及供詞遺失，與劉啟光有關之供詞至今闕如，僅白克案筆錄有相關資料。

## 相關案件
因更生報社總編輯陳香自首後除白克遭到判刑外，另有：
- 戴雲山，福建南安人，1933年經馮小弓介紹加入革命互濟會，1936年被張清水吸收加入「反帝大同盟」，1937年與陳香以「南安第三區教育界抗敵服務團」為掩護暗中從事地下組織活動，並與白克加入民族先鋒隊，被判處12年有期徒刑。
- 孫玲，廣西桂林人，白克之妻，1962年與白克同時被捕，曾在「陝北公學」受訓2個月不適應，調往延安「魯迅藝術學院」學習，因病於離開延安，由於在反共自覺表辦理過自首如實，被以不起訴處分。
- 陳宣耿，福建南安人，台灣省政府交通處簡任五級專門委員兼業務檢查室主任，1963年時因陳香自新遭供出，經羅明吸收加入中國共產黨，接受王海萍之指派任廈門市革命互濟會負責人等事，判刑有期徒刑14年。
- 黃佩端，福建南安人，陳宣耿之妻，1930年時加入革命互濟會，判有期徒刑5年。
- 陳彰，廣東大埔人，台灣省煙酒公賣局嘉義分局薦任三級秘書，由陳寧介紹加入共產主義青年團，受白克領導，被判處10年有期徒刑。
- 楊渭溪，福建廈門人，電影演員，1969年時，被查出在福建廈門時與蘇朝琨、王秋田、白克、洪學禮、陳大禹從事戲劇工作，於1943年冬經陳大禹吸收參加共產匪黨，被判處12年有期徒刑。
- 潘嗣偉，福建永春人，1929年在廈門讀省立第十三中學，經同學許其偉吸收加入革命互濟會與白克、黃元龍、黃蔚崇等人一小組，1933年在廈門經參加共產主義青年團，與吳炎星、吳雪痕、王金城、楊竹人、吳在忍(吳達生)等同一小組，受吳炎星領導等情況，判有期徒刑5年。
- 吳達生，福建廈門人，台灣省電影製片場課員，1972時被查出在廈門曾受白克領導，研讀「唯物論」「辯證法」「資本論」等。1933年由吳炎星介紹參加「共產主義青年團文教小組」。同年7月在廈門，協助陳宣耿、白克編「展望」週刊。1946年3月間來台，曾在台北協助歐陽予倩演出「日出」等劇被實施感化教育3年。
- 王淮，山東濟南人，台灣省林務局木瓜林區管理處安全組長，1972年時被查出1946年奉朱鳴岡指示來台，與白克、姚勇來、沈嫄璋成立「吃會」等情事，被判刑10年，後減為感化教育4年多。
- 洪文彬，福建南安人，1972年被因曾在台兼任「人民導報」董事會祕書，被偵悉1931年時在福建廈門中學參加「共產主義青年團」，並於1934年正式參加共產黨，1945年11月間奉李大展指示來台。隨宋斐如、區嚴華、楊毅、陳文彬、黃南陽等同一小組。並拉攏「人民導報」董事長王添燈，1947年9月改由白克領導等情事，被判處12年有期徒刑。

## 作品列表
導演：
- 《黃帝子孫》 (1956)
- 《台南霧夜大血案》 (1957)
- 《瘋女十八年》 (1957)
- 《南海情歌》 (1958)
- 《生死戀》 (1958)
- 《龍山寺之戀》 (1962)
- 《阿丁大鬧歌舞團》 (1962)

編劇：
- 《瘋女十八年》 (1957)
- 《生死戀》 (1958)

## 家庭
其子為奧美整合行銷集團董事長白崇亮。

## 外部連結
- 白克在互联网电影资料库（IMDb）上的資料（英文）（英文）
- 白克在香港影庫上的簡介
- 白克在时光网上的簡介（简体中文）
- 【景美看守所與白色恐怖】白克、崔小萍影像作品集 - YouTube （页面存档备份，存于）（中文）